# Ole Stig Andersen
Ole Stig Andersen (født 8. maj 1940 i København) er tidligere chef for Politiets Efterretningstjeneste (PET) og direktør for Folketinget.
Stig Andersen voksede op i et borgerligt hjem på Østerbro. Efter studentereksamen og jurastudier med studenterliv på Regensen blev han cand.jur. i 1965.
Herefter fulgte en årrække med ansættelse i Justitsministeriet.
I 1975 blev Stig Andersen øverste chef for PET og fortsatte i den stilling frem til 1984. Herefter var han generalsekretær for Advokatsamfundet, indtil han i 1995 overtog hvervet som direktør for Folketinget. I 2000 fratrådte han i utide, idet han som følge af utilfredshed med hans ledelsesstil blandt afdelingscheferne i Folketinget blev afskediget.
Efter sin pensionering har Stig Andersen deltaget i den offentlige debat. Han har udtalt sig kritisk om de øgede beføjelser til PET, der kom igennem de såkaldte terrorpakker,
blandt andet i en kronik i Jyllands-Posten i 2008.
Ved udgivelsen af PET-kommissionens beretning kritiserede han kommissionens undersøgelsesform og arbejdsmetode.
Stig Andersen udgav sine erindringer den 23. august 2012. I bogen afslører han, at Danmark i hans tid som PET-chef udviste amerikanske CIA-agenter, da de ulovligt havde aflyttet den nordkoreanske ambassade i København.
Han er medlem af VL-gruppe 1.

## Ordener
- Kommandør af Dannebrogordenen (16. april 1997)
- Den Islandske Falkeorden
- Finlands Løves Orden
- Nordstjerneordenen
- Oranje-Nassau Ordenen